# Hsinchu Lioneers
I Hsinchu Lioneers (新竹攻城獅) sono una società cestistica avente sede a Hsinchu, Taiwan. Fondata nel 2020, gioca nella Taiwan Professional Basketball League.

## Storia

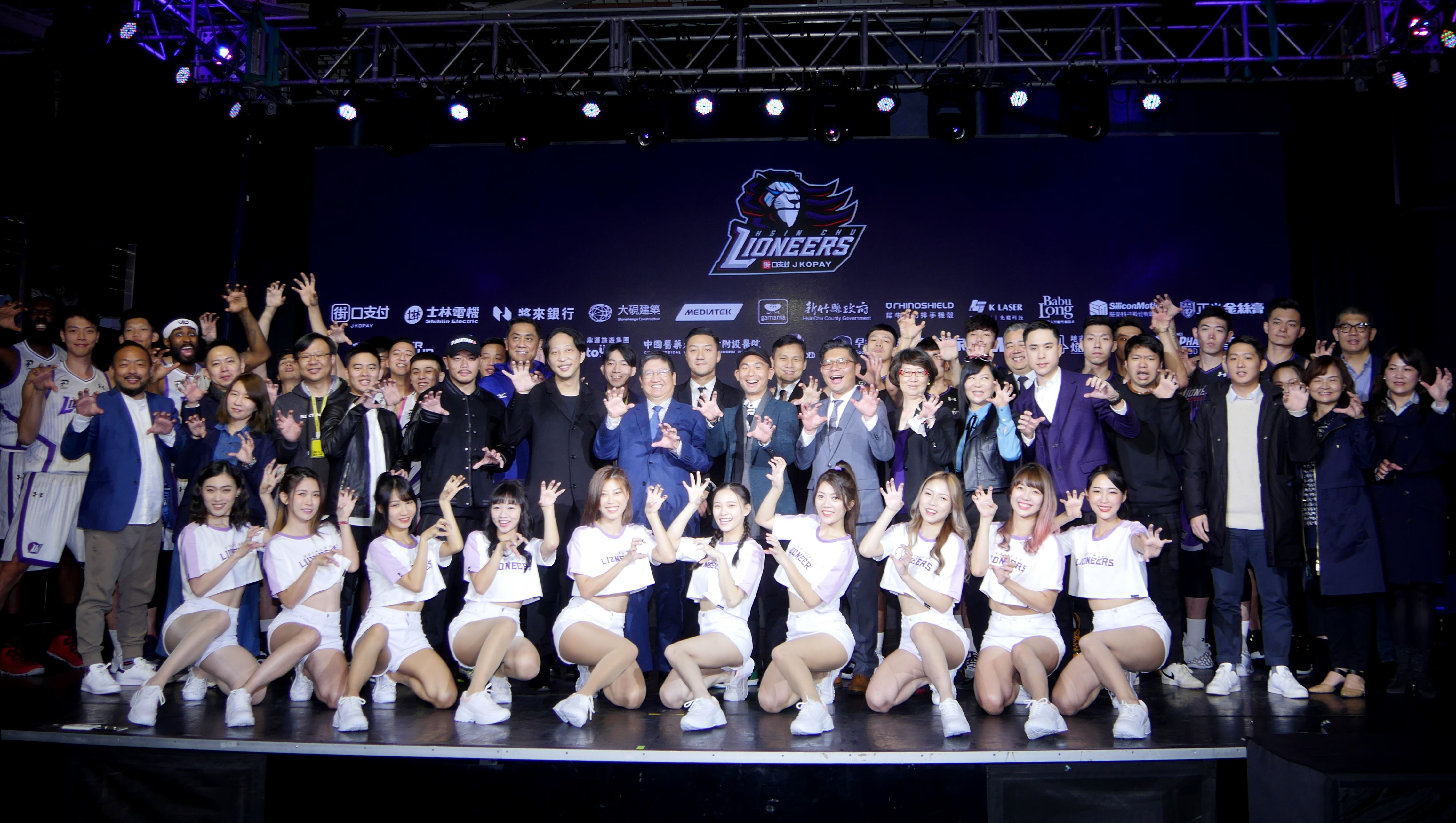
La presentazione della squadra nel 2020.

Gli Hsinchu JKO Lioneers sono stati fondati il 17 settembre 2020 nella città di Hsinchu, ed hanno iniziato la attività agonistica con la partecipazione nella stagione inaugurale della P. League+ (PLG) nel 2020-2021.
Nella loro stagione inaugurale nella PLG, i Lioneers hanno concluso al quarto posto la stagione regolare, non riuscendo a qualificarsi per i playoff. Nella stagione 2021-2022 la squadra ha ottenuto un significativo miglioramento, terminando la stagione regolare al primo posto con un record di 20 vittorie e 10 sconfitte. Nei playoff, hanno superato i New Taipei Kings in semifinale vincendo la serie per 3-2, ma sono stati sconfitti nelle finali dai Taipei Fubon Braves con un risultato di 1-4. La stagione successiva però i Lioneers hanno affrontato nuovamente una stagione piena di difficoltà, concludendo la stagione regolare al sesto posto con un record di 13 vittorie e 27 sconfitte, mancando l'accesso ai playoff. 
Nella stagione 2023-24 la squadra ha registrato un miglioramento nelle proprie prestazioni, terminando al quarto posto con un record di 21 vittorie e 19 sconfitte. Nei playoff però sono stati eliminati nelle semifinali dai Taoyuan Pauian Pilots, uscendo sconfitti per 4-2 nella serie.
Nell'estate del 2024, i Lioneers sono stati tra le squadre che hanno lasciato la P. League+ per unirsi alla nuova Taiwan Professional Basketball League (TPBL), partecipando alla stagione inaugurale 2024-2025.

## Arena

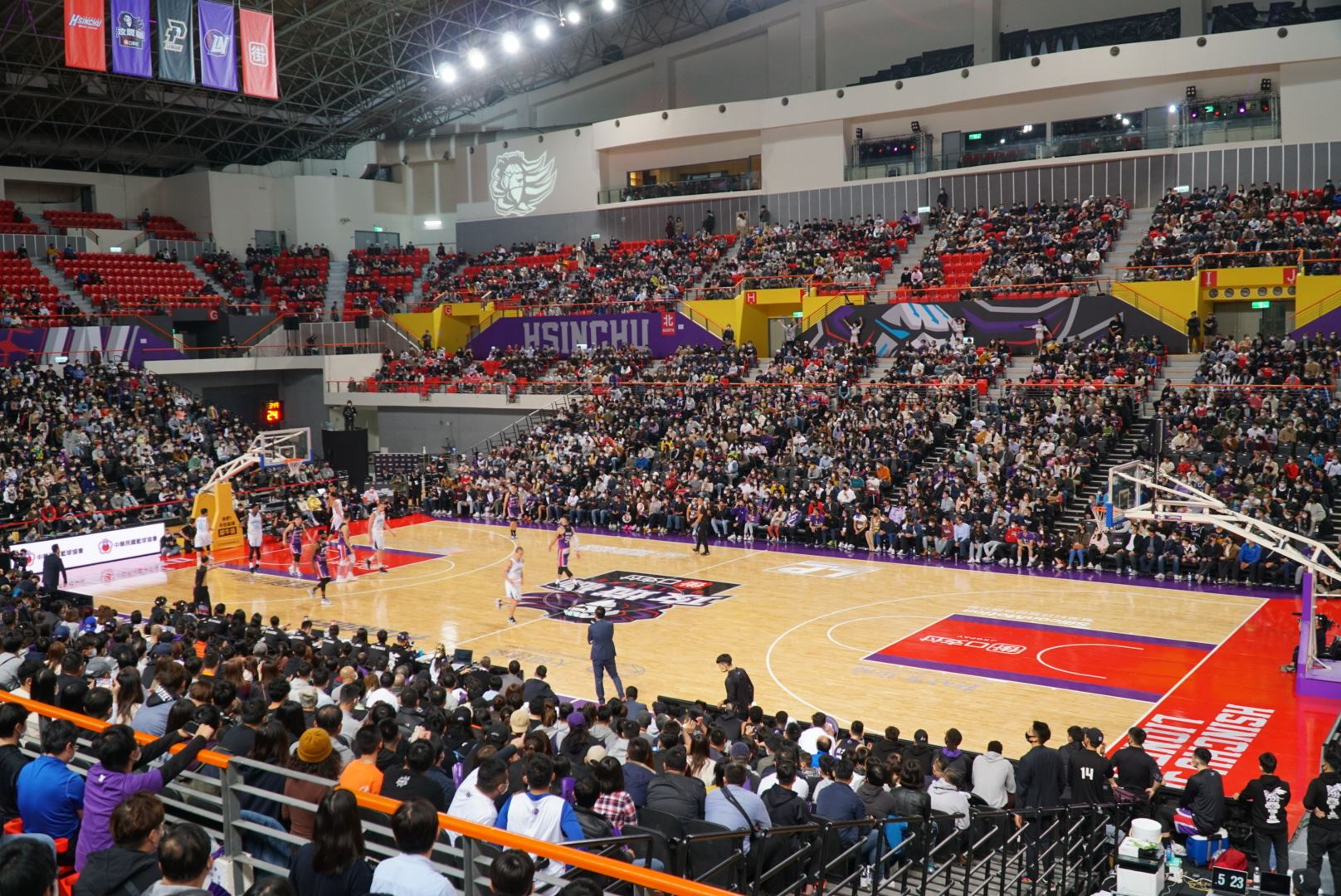
Un'immagine di una partita contro Taipei Fubon Braves nel dicembre 2020.

I Lioneers fin dalla loro prima stagione di attività giocano le loro partite casalinghe all'Hsinchu County Stadium, un impianto sportivo  con una capacità di 8.000 posti situato nella città di Zhubei. Completato nel 2005, il complesso sportivo è composto da un'arena all'aperto utilizzata principalmente per il calcio, eventi di atletica leggera e concerti all'aperto, e da uno stadio al coperto destinato a eventi sportivi di vario tipo, mostre, conferenze e spettacoli..
Nel novembre 2021, la squadra ha inaugurato il Lioneers Hub, una struttura di allenamento situata vicino allo stadio, costruita con un investimento di circa 45 milioni di dollari taiwanesi. 

## Organico

### Roster 2024-2025
Il roster per la stagione sportiva 2024-2025 
|    | Naz.                   | Ruolo | Sportivo           | Anno | Alt. | Peso |  |
| -- | ---------------------- | ----- | ------------------ | ---- | ---- | ---- |  |
| 0  | Taiwan (bandiera)      | PG    | Li Han-Sheng       | 1994 | 177  | 76   |  |
| 1  | Stati Uniti (bandiera) | AG    | Landers Nolley II  | 2000 | 201  | 99   |  |
| 2  | Taiwan (bandiera)      | G     | Chiang Kuang-Chien | 1998 | 184  | 81   |  |
| 3  | Taiwan (bandiera)      | G     | Wang Tzu-Kang      | 1993 | 183  | 73   |  |
| 4  | Taiwan (bandiera)      | PG    | Kao Kuo-Hao        | 1998 | 180  | 76   |  |
| 6  | Stati Uniti (bandiera) | AG    | Earl Clark         | 1988 | 209  | 106  |  |
| 7  | Taiwan (bandiera)      | G     | Tseng Po-Yu        | 1996 | 184  | 88   |  |
| 8  | Taiwan (bandiera)      | AP    | Chu Yun-Hao        | 1997 | 195  | 94   |  |
| 9  | Taiwan (bandiera)      | PG    | Tien Hao           | 1998 | 174  | 70   |  |
| 10 | Stati Uniti (bandiera) | C     | Kennedy Meeks      | 1995 | 208  | 120  |  |
| 11 | Taiwan (bandiera)      | AP    | Hsiao Shun-Yi      | 1992 | 193  | 86   |  |
| 12 | Taiwan (bandiera)      | AP    | Lee Chia-Jui       | 1994 | 200  | 97   |  |
| 14 | Stati Uniti (bandiera) | AG    | Nate Laszewski     | 1999 | 208  | 107  |  |
| 20 | Taiwan (bandiera)      | AP    | Chou Po-Hsun       | 1991 | 197  | 94   |  |
| 35 | Taiwan (bandiera)      | AP    | Tsai Cheng-Kang    | 2002 | 197  | 95   |  |
| 42 | Taiwan (bandiera)      | G     | Lu Kuan-Hsuan      | 1995 | 184  | 88   |  |
| 52 | Macao (bandiera)       | C     | Iong Ngai-San      | 1996 | 200  | 99   |  |
| 75 | Taiwan (bandiera)      | AG    | Lee Chi-Wei        | 1993 | 192  | 87   |  |

### Staff tecnico
| Ruolo                | Nome             |
| -------------------- | ---------------- |
| Capo Allenatore      | Wesam Al-Sous    |
| Assistente           | Seng Hsin-Han    |
| Assistente           | Chen Tse-Yu      |
| Assistente           | Wang Te-Yung     |
| Assistente           | Lu Chi-Min       |
| Assistente           | Sung Yu-Hsuan    |
| Preparatore Atletico | Huang Chien-Yuan |
| Preparatore Atletico | Ou Po-Hung       |

## Cestisti

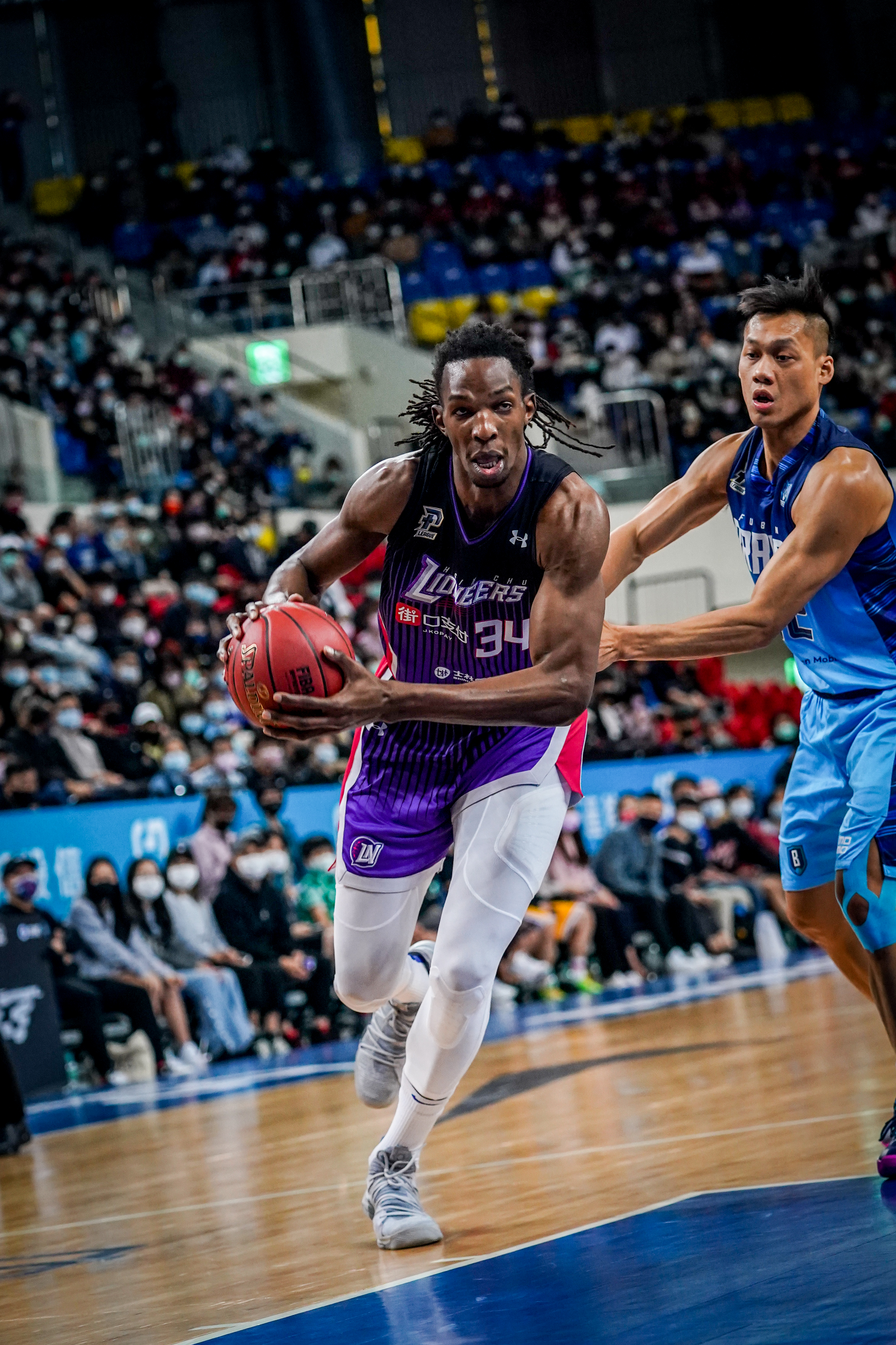
Hasheem Thabeet con la canotta dei Lioneers nel 2021

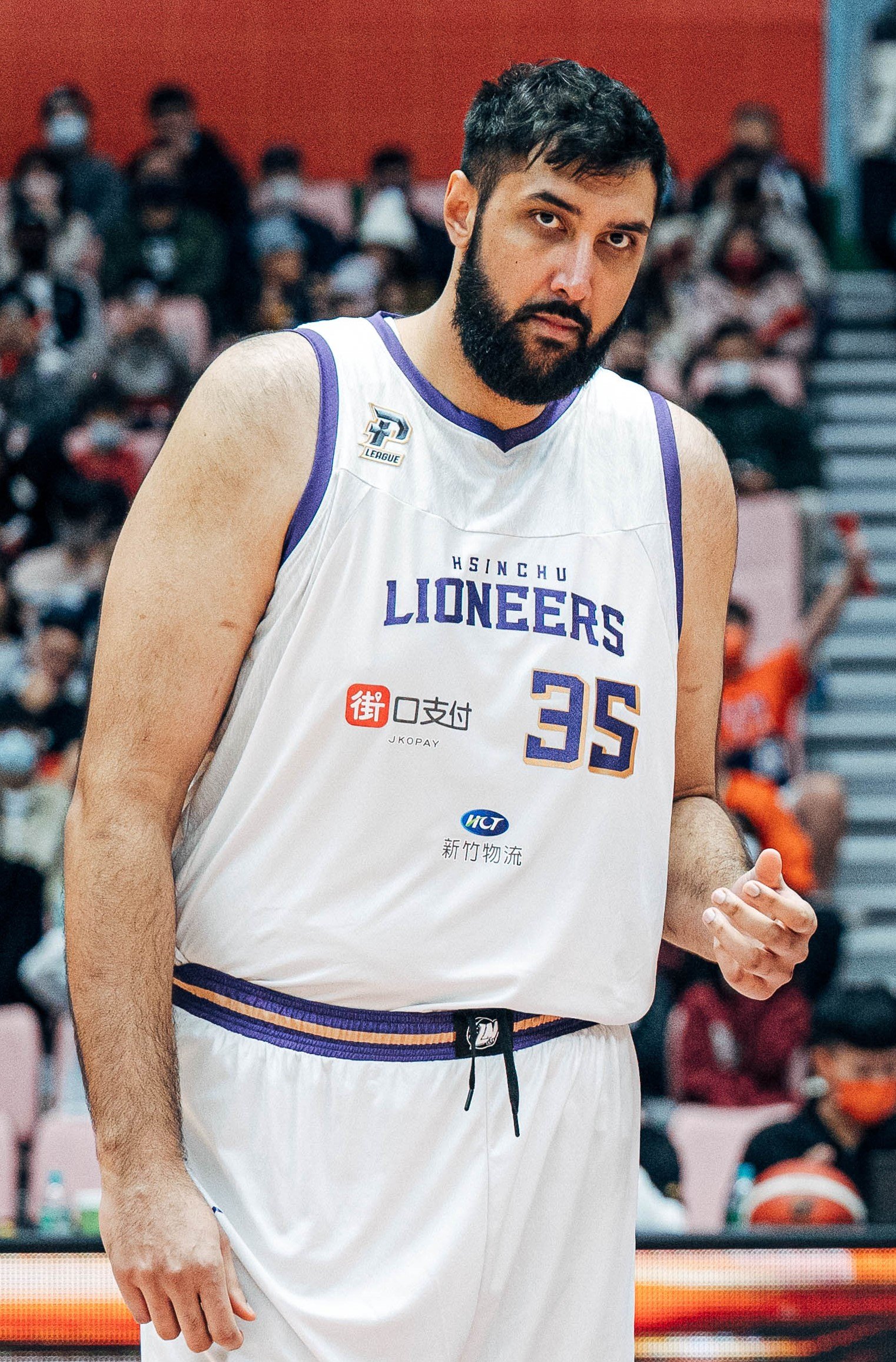
Sim Bhullar, giocatore dei Lioneers nel 2022

LocalI
- Chieng Li-Huan (成力煥)
- Chou Po-Hsun (周伯勳)
- Lee Chi-Wei (李啟瑋)
- Li Han-sheng (李漢昇)
- Lin Yi-Huei (林宜輝)
- Lu Chi-Min (呂奇旻)
- Wu Tai-Hao (吳岱豪)

Import
- William Artino
- Ivan Marinković
- Anthony Bennett
- Sim Bhullar
- Earl Clark
- Deyonta Davis
- Branden Dawson
- Michael Efevberha
- Daniel Ochefu
- Hasheem Thabeet
- Dar Tucker
- Jeremy Tyler
- Terrico White
- Julian Wright
- Mike Bruesewitz
- Taylor Braun
- Deyonta Davis
- Nick Faust
- Julian Gamble
- LaDontae Henton
- Michael Holyfield

## Allenatori
| Nome           | Periodo        | Totale | Totale | Totale | Totale | Stagione regolare | Stagione regolare | Stagione regolare | Stagione regolare | Play-off | Play-off | Play-off | Play-off |
| Nome           | Periodo        | G      | V      | S      | Per.   | G                 | V                 | S                 | Per.              | G        | V        | S        | Per.     |
| -------------- | -------------- | ------ | ------ | ------ | ------ | ----------------- | ----------------- | ----------------- | ----------------- | -------- | -------- | -------- | -------- |
| Lin Kuan-Lun   | 2020–2024      | 120    | 53     | 67     | .442   | 110               | 49                | 61                | .445              | 10       | 4        | 6        | .400     |
| Milan Mitrovic | 2024           | 37     | 18     | 19     | .486   | 31                | 16                | 15                | .516              | 6        | 2        | 4        | .333     |
| Seng Hsin-Han  | 2024           | 2      | 0      | 2      | .000   | 2                 | 0                 | 2                 | .000              | 0        | 0        | 0        | -        |
| Wesam Al-Sous  | 2024–in carica | 20     | 7      | 13     | .350   | 20                | 7                 | 13                | .350              | 0        | 0        | 0        | -        |
| Totale         | Totale         | 179    | 78     | 101    | .436   | 163               | 72                | 91                | .442              | 16       | 6        | 10       | .375     |